# Catamecia aeton
Catamecia aeton là một loài bướm đêm trong họ Noctuidae.